# 권두조
권두조(權斗祚, 1952년 6월 10일 ~ )는 KBO 리그 전 롯데 자이언츠의 수석코치이다. 양승호 감독이 물러난 이후 2012년 아시아 시리즈 때 감독 대행을 맡아 대회를 치렀고, 아시아 시리즈가 끝난 후 2군 감독으로 옮겼다가 2013 시즌 후 권영호와 보직을 맞바꾸었다. 프로 시절에는 "희생 번트왕"으로 불렸으며, 433경기 연속 출장을 기록하기도 했다.
한편, 1983년 10월 27일 4-1  트레이드를 통해 삼미 유니폼을 입었으며 본인(권두조)에 앞서 서정환이 1982년 시즌 뒤 삼미로 이적할 뻔 했지만 1973년 10월 중앙대 진학을 결정했으나 같은 해 12월 건국대 감독으로 취임한 강태정씨가 건국대로 끌고 갈 당시 중앙대 감독이었던 김진영 감독이 삼미 감독으로 부임한 터라 좌절됐다.

## 출신학교
- 중앙초등학교
- 부산동성중학교
- 경남상업고등학교
- 중앙대학교

## 통산 기록
| 연도 | 팀명  | 타율  | 경기 | 타수 | 득점 | 안타 | 2루타 | 3루타 | 홈런 | 루타 | 타점 | 도루 | 도실 | 볼넷 | 사구 | 삼진 | 병살 | 실책 |
| ---- | ----- | ----- | ---- | ---- | ---- | ---- | ----- | ----- | ---- | ---- | ---- | ---- | ---- | ---- | ---- | ---- | ---- | ---- |
| 1982 | 롯데  | 0.223 | 80   | 265  | 40   | 59   | 15    | 1     | 0    | 76   | 35   | 7    | 9    | 36   | 7    | 27   | 7    | 16   |
| 1983 | 롯데  | 0.168 | 81   | 179  | 21   | 30   | 5     | 2     | 0    | 39   | 10   | 1    | 5    | 10   | 0    | 17   | 3    | 11   |
| 1984 | 삼미  | 0.267 | 100  | 363  | 38   | 97   | 10    | 2     | 1    | 114  | 25   | 3    | 2    | 36   | 3    | 36   | 8    | 13   |
| 1985 | 청보  | 0.237 | 110  | 299  | 21   | 71   | 12    | 2     | 0    | 87   | 19   | 8    | 4    | 30   | 6    | 30   | 9    | 25   |
| 1986 | 청보  | 0.162 | 108  | 303  | 14   | 49   | 6     | 1     | 0    | 57   | 11   | 2    | 3    | 27   | 3    | 33   | 5    | 17   |
| 1987 | 청보  | 0.237 | 108  | 194  | 15   | 46   | 5     | 1     | 0    | 53   | 12   | 3    | 8    | 18   | 2    | 16   | 3    | 15   |
| 통산 | 6시즌 | 0.220 | 587  | 1603 | 149  | 352  | 53    | 9     | 1    | 426  | 112  | 24   | 31   | 157  | 21   | 159  | 35   | 97   |